# りんご白書
『りんご白書』（りんごはくしょ、原題：Teachers）は、1984年制作のアメリカ合衆国の映画。
荒廃を極めたアメリカの高校を舞台に、教師、生徒、父母たちの葛藤を描いた作品。アーサー・ヒラー監督。

## あらすじ
私立ジョン・Ｆ・ケネディ高校は、生徒同士の暴力沙汰や教師同士のいがみあいが日常茶飯事で、かなり荒廃していた。
ある日、この高校に弁護士のリサ・ハモンドがやってきた。当校の卒業生が学校を出たのに読み書きができないと学校を相手取って訴訟を起こしたので、教師たちの証言を得るためにやってきたのだ。
一方、当校の教師の一人アレックス・ジュレルは、かつては模範教師であったが、今は教育への情熱もさめていた。そんな彼が生活指導を受け持つことになった。もともと人間味あふれる授業で生徒の人気も高かったジュレルは、生活指導をする中で次第にかつての情熱を取り戻していく。
だが、テスト中に寝ている教師や喫煙している生徒たちなど、学校の恥部を撮った写真が新聞に報じられた事で、ジュレルは責任を追及され、追放の危機に立たされる。

## キャスト
- アレックス・ジュレル：ニック・ノルティ
- リサ・ハモンド：ジョベス・ウィリアムズ
- ロジャー・ルベル副校長：ジャド・ハーシュ
- エディ・ピリキアン：ラルフ・マッチオ
- ダイアン：ローラ・ダーン
- ドナ・バーク理事長：リー・グラント
- エディの母親：ゾーラ・ランパート
- カール：アレン・ガーフィールド
- ハーバート：リチャード・マリガン
- スタイルズ：ロイヤル・ダノ
- ホーン：ウィリアム・シャラート
- トロイ：アート・メトラーノ
- ダニー：クリスピン・グローヴァー
- アラン：モーガン・フリーマン
- スローン：スティーヴン・ヒル
- ナーク：アンソニー・ヒールド